# ГЕС Xiūshān
ГЕС Xiūshān (修山水电站) — гідроелектростанція у центральній частині Китаю в провінції Хунань. Знаходячись після ГЕС Báizhúzhōu (45 МВт), становить нижній ступінь каскаду на річці Цзишуй, котра впадає до розташованого на правобережжі Янцзи великого озера Дунтін.
В межах проекту річку перекрили бетонною греблею висотою 25 метрів, яка утримує водосховище з об'ємом 43 млн м3 (під час повені може зростати до 159 млн м3) та нормальним рівнем поверхні на позначці 43 метра НРМ.
Інтегрований у греблю машинний зал обладнали п'ятьма бульбовими турбінами потужністю по 13 МВт, які використовують напір від 3,2 до 8,2 метра (номінальний напір 5,1 метра) та забезпечують виробництво 276 млн кВт-год електроенергії на рік.